# Rutvik
Rutvik est une localité de la commune de Luleå dans le comté de Norrbotten en Suède. Le village est constitué de trois parties : Rutvik au centre, Flarken à l'ouest et Rutviksreveln à l'est. 
Sa population était de 1 145 habitants en 2022. 
Le village a une histoire très ancienne, documentée en 1339 dans le testament de Svenalde, qui y vivait. La population a augmenté durant les années 1970 et après, à cause de l’expansion industrielle de la ville de Luleå. 
Depuis 1938, Rutvik a un club de sport et il y a aussi un terrain de golf avec 27 trous.
Historiquement, la plus grande industrie de la localité était l'agriculture, mais dans la période récente ça a changé. Aujourd'hui, il n'y a plus aucune ferme. 